# Molophilus forcipulus
Molophilus forcipulus là một loài ruồi trong họ Limoniidae. Chúng phân bố ở miền Tân bắc.